# Centro novarese di studi letterari
Il Centro novarese di studi letterari è una associazione culturale che si occupa di ricerca e promozione in ambito letterario, in collaborazione con università ed enti e con sede operativa presso la Biblioteca Civica Negroni di Novara dove è depositata la biblioteca oltre a un archivio. Cura mostre bibliografiche, una collana editoriale e attività pubbliche.

## Finalità e comitato scientifico
Secondo lo statuto è un'associazione di cultura, non ha fini di lucro e ha lo scopo di promuovere e coordinare l'attività di ricerca, la produzione ed educazione nel campo della letteratura e in generale della cultura [...]; promuove e attua ricerche bibliografiche e d'archivio e storico-critiche, organizzando gruppi di studio a livello scientifico o chiedendo la collaborazione di ricercatori e istituzioni culturali, quali ad esempio le università.
Hanno fatto parte del comitato scientifico Carlo Dionisotti, Luciano Erba, Giorgio Bàrberi Squarotti, Marziano Guglielminetti; tra i consulenti, Sebastiano Vassalli e Vanni Scheiwiller. Del consiglio direttivo fanno parte, tra gli altri, Roberto Cicala, Silvia Benatti, Paolo Verri..

## Biblioteca e archivio
La biblioteca del Centro novarese di studi letterari è stata inaugurata il 26 ottobre 2002 da Sebastiano Vassalli, presso la sezione novarese della Biblioteca Civica Negroni, a palazzo Vochieri, in corso Cavallotti 6 a Novara. È una biblioteca specializzata in letteratura di autori e temi novaresi (ad esempio la Marchesa Colombi, Mario Bonfantini, Gianfranco Contini, Carlo Dionisotti, Enrico Emanuelli, Sebastiano Vassalli, Pina Ballario, Gianni Rodari, Anna Lavatelli). La biblioteca possiede inoltre un archivio di documentazione inedita con documenti di autori tra i quali Graziosi, Vassalli ed Elve Fortis de Hieronymis. Le opere possono essere consultate con servizio di consulenza gratuita per ricerche scolastiche e tesi di laurea.

## Collana editoriale
Il Centro cura la collana editoriale "Biblioteca del Centro novarese di studi letterari", che raccoglie opere dedicate alla letteratura italiana dell'800 e '900 presso Interlinea edizioni(con due sezioni: "Saggi e testi" e "Narrativa"). Tra le pubblicazioni della collana sono presenti opere narrative di Marchesa Colombi, Dante Graziosi e Benito Mazzi e opere miscellanee su Carlo Calcaterra, Francesco Pastonchi, Gianni Rodari, Clemente Rebora, Carlo Dionisotti e altri..

## Attività
Il Centro ha un'attività di promozione alla lettura giunta nel 2020 al 30º anno di attività, attraverso i "Giovedì letterari in biblioteca" tutto l'anno, mostre bibliografiche, festival (in particolare il festival internazionale Scrittori&giovani) e iniziative come bookcrossing, anche con proposte culturali on line e sui social.. Inoltre pubblica il sito web Letteratura.it, in collaborazione con il Laboratorio di editoria dell'Università Cattolica di Milano. Con cadenza biennale ha promosso il Premio Graziosi Terra degli aironi dedicato alla narrativa di pianura, che ha visto negli anni vincitori autori come Claudio Magris, Alberto Bevilacqua, Laura Bosio e Roberto Piumini.